# 長崎貿易銭
長崎貿易銭（ながさきぼうえきせん）とは、万治2年（1659年）に長崎において貿易取引専用に用いるために鋳造された、宋銭銘を用いた一連の銭貨である。

## 概要

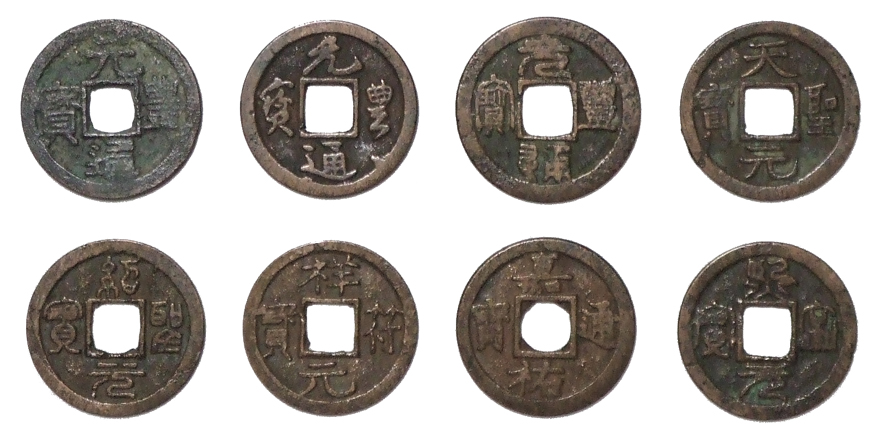
長崎貿易銭

寛永13年（1636年）より寛永通寳の本格的な鋳造が始まり普及するようになると、幕府はそれまで広く用いられていた永樂通寳などの明銭、および古くから使用されていた宋銭などの古銭の国内通用を禁止する意向を示し、これらの国内で用済みとなった銭貨がオランダ船などにより多量に輸出されるようになった。また銭貨の全国統一を達成するため、寛永通寳の輸出は禁止の方針であったが実際にはかなりの量が流出したようである。寛文8年（1668年）、幕府は輸出禁制の品目の一つに寛永通寳を挙げ、明確に禁止であることを公示している。加えて寛文10年6月（1670年）には両替商などに対して寛永通寳の銭緡（ぜにさし）に古銭を交えて売買することを禁止し、一般流通に対しても古銭を交えて通用させることを禁止した。しかし銭貨の完全統一には尚も期間を要し元禄頃にようやく達成されたという。
他方、長崎においてはオランダおよび中国との貿易取引用に銭貨の需要が高まっていたため古銭だけでは需要を賄えず、長崎奉行は貿易取引専用の銭貨の鋳造を幕府に上申し、寛永通寳の銭銘を用いないことを条件に許可を取り付け、万治2年7月14日より長崎中島の銭座で宋銭の銭銘を用いた銅銭の鋳造が始まった。特にこの時期、中国国内で銭貨の不足が顕著になっていることに注目したオランダ商人は、銭貨を中国に輸出することにより利益を得ようとしたのであった。ベトナムなどにも輸出されたようで、ベトナムでは長崎貿易銭と寛永通寳の出土記録がある。ベトナムの通貨単位「ドン」は日本の銅銭に由来すると言われ、当時、中国の産銅の減少により、それまで中国から流入していた銅銭の供給が逼迫していたため、良質の日本銅銭の流入は大いに歓迎されたようである。『貨幣通考』によれば、貞享2年（1685年）に長崎貿易銭は鋳造停止となったという。
このとき長崎で鋳造された銭貨の銭籍は確定していないが、銭文の書体、材質および製作が明らかに宋銭と異なり、寛永通寳との共通点を見出すことのできる一連の銭貨がそれであるとされている。
長崎貿易銭とされているものには、以下のものが知られている。
- 元豊通寳（げんぽうつうほう）隷書体
- 元豊通寳 行書体および篆書体
- 天聖元寳（てんせいげんぽう）楷書体
- 祥符元寳（しょうふげんぽう）楷書体
- 嘉祐通寳（かゆうつうほう）楷書体
- 熈寧元寳（きねいげんぽう）楷書体および篆書体
- 紹聖元寳（しょうせいげんぽう）篆書体
- 治平元寳（じへいげんぽう）篆書体

これらの内、元豊通寳の現存数が圧倒的に多く、熈寧元寳の楷書体および治平元寳は稀少である。
いずれも宋銭を鋳写したものではなく、独自に母銭を製作して鋳造したものである。直径は8分（24ミリメートル）、量目（質量）は0.8～1匁（3.0～3.7グラム）程度であり、直径は古寛永と同程度、量目は平均してやや軽く薄手であり、文字の彫りも浅い。銅質は一般の寛永通寳および宋銭と比較して赤みを帯びる。銭貨に含まれる鉛同位体比の分析結果は、材料の一部となった鉛の産地は宋銭のものとは異なり、対馬鉱山産の鉛の数値に近いことを示すものであった。